# ルイジアナハタネズミ
ルイジアナハタネズミ Microtus ochrogaster ludovicianus は、齧歯目ネズミ上科キヌゲネズミ科ハタネズミ属に分類される動物。
アメリカ合衆国のルイジアナ州南西部及びテキサス州南東部の平原地帯に生息していたが、すでに絶滅したとされる。カナダから北米中南部に分布するプレーリーハタネズミMicrotus ochrogaster (Wagner, 1842) の一亜種とされるが、亜種として区別せず、プレーリーハタネズミと同種であるとする見解もある。その場合には絶滅種（亜種）とは言わず、「絶滅個体群」と言う。
1899年にルイジアナ州で26個体が採集され、このときの標本に基いて記載された。また1902年には、テキサス州南東部のハーディン郡のSour Lake 付近で1個体が採集され、テキサスではこれが唯一の記録とされてきた。しかしその後長期間は情報が得られなくなり、1974年に至って絶滅したものと判定された（1905年には絶滅していたとする説もある）。生息地の平原地帯が農地として大規模開発の対象とされたことが絶滅の原因とみられている。
ただし、テキサス州では上記の唯一の記録に加え、20世紀後期になって、テキサステック大学の故 J. Knox Jones, Jr 博士（1929-1992）とその学生らによって北部の2郡（Hansford と Lipscomb）からプレーリーハタネズミ類が8個体採集された。したがって、ルイジアナハタネズミという亜種を認めるか否かの問題は残るが、テキサス州北端部の一部地域には小さいながらも本類の遺存個体群が今も残っていると考えられている。